# سید خداوردی
خداوردی سازنده و نوازنده صاحب سبک تنبور بود. ابداع ساخت تنبور دارای ترک و پاشنه‌های نیم‌تنه و گلودار از ابداعات و ابتکارات او بوده که به تنبور سبک خداوردی معروف است.
وی فرزند  الله‌وردی و از نوادگان سید ابدال‌بگ فرزند سید محمدبگ از جمله الحق های یارستان بوده است. او در قرن سیزدهم از ارومیه به روستای پیرسراب خدا بنده لو از توابع شهرستان صحنه استان کرمانشاه مهاجرت نموده است. ملک حسین و امید علی بهرامی
 مراد علی الهی از فرزندان و   پوریا-پدرام - و احسان الهی  از نوادگانن او بوده‌اند. 
اکنون به دو جهت و به دو نام از سبک خداوردی یاد می‌شود:
- خداوردی سبکی در ساختن انواع تنبور است.
- «خودآوردی» که منظور از آن ابداع و ابتکار و از خودآوردن و اختراعات جدید در ساخت ساز است. هر سازنده‌ای که سازی خارج از الگوهای مرسوم و با ابتکار و نو آوری می‌سازد می‌گویند با سبک خودآوردی ساز می‌سازد.